# Jack Weston

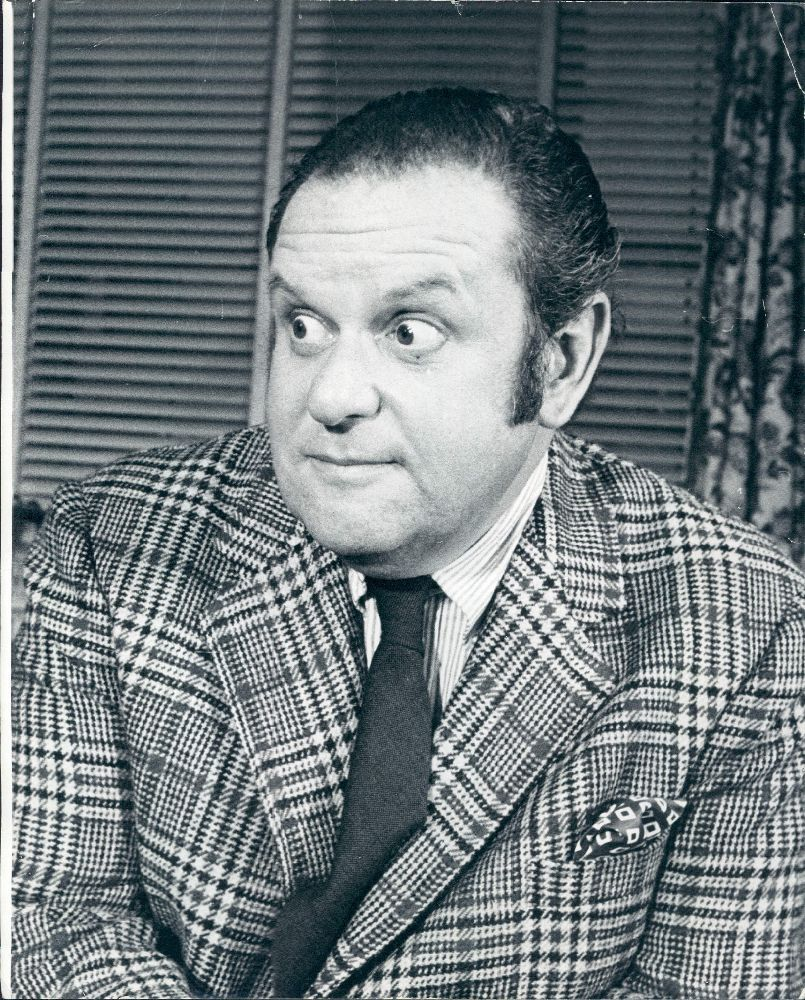
Jack Weston (1971)

Jack Weston (* 21. August 1924 in Cleveland, Ohio; † 3. Mai 1996 in New York) war ein US-amerikanischer Schauspieler.

## Leben
Jack Weston, der schon als Kind in einem Amateurtheater mitwirkte, arbeitete als Jugendlicher im Theater als Platzanweiser und Kleindarsteller. Nach seinem Militärdienst im Zweiten Weltkrieg absolvierte er eine Schauspielausbildung. Nach Bühnen- und Fernsehengagements wirkte er ab 1957 auch in Kinofilmen mit. Weston blieb dennoch auch in seiner späteren Karriere dem Theater sehr verbunden. Zu seinen erfolgreichsten Bühnenproduktionen mit seiner Mitwirkung zählen das Musical Bells Are Ringing (1956) mit Judy Holliday und Neil Simons Komödie California Suite (1976), die später mit Walter Matthau in Westons Rolle verfilmt wurde. 1981 wurde er für seinen Auftritt in Woody Allens Komödie The Floating Light Bulb für den Tony Award nominiert.
Typisch für den übergewichtigen Charakterdarsteller waren Rollen als Kleinganove, fragwürdiger Detektiv oder unseriöser Geschäftsmann. Oft fielen diese schmierigen Rollen eher komisch aus wie in Die Kaktusblüte an der Seite von Walter Matthau und Ingrid Bergman, manchmal aber auch sehr düster wie als Audrey Hepburns Figur einer Blinden terrorisierender Gangster im Thriller Warte, bis es dunkel ist. Für seine Darstellung eines Geschäftsmannes, der sich vor Gangstern in einer Schwulensauna versteckt, in der Komödie Der Mörder lauert in der Sauna erhielt er eine Nominierung für den Golden Globe Award als Bester Hauptdarsteller – Komödie oder Musical. Eine seiner bekanntesten Rollen hatte er 1987 als griesgrämiger Hotelbesitzer Kellerman in dem Filmklassiker Dirty Dancing. Ein Jahr später absolvierte er seinen letzten Filmauftritt in der Komödie Nummer 5 gibt nicht auf.
Sein Bruder war der Regisseur und Schauspieler Anthony Spinelli, der teilweise unter dem Pseudonym Sam Weston in Erscheinung trat. In erster Ehe heiratete Weston seine Schauspielkollegin Marge Redmond (1924–2020), mit der er gelegentlich auch gemeinsam vor der Kamera stand. Die beiden waren mindestens über 30 Jahre verheiratet, bis die Ehe geschieden wurde. In zweiter Ehe war er bis zu seinem Tod mit Laurie Davis Gilkes verheiratet. 1996 starb Jack Weston im Alter von 71 Jahren an einem malignen Lymphom, unter dem er sechs Jahre gelitten hatte.

## Filmografie (Auswahl)
- 1958: Solange es Menschen gibt (Imitation of Life)
- 1960: Alles in einer Nacht (All in a Night’s Work)
- 1960: Meisterschaft im Seitensprung (Please Don’t Eat the Daisies)
- 1961: Die Heiratsmaschine (The Honeymoon Machine)
- 1962: Geld spielt keine Rolle (It’s Only Money)
- 1963: Auf der Flucht (The Fugitive, Fernsehserie)
- 1964: Die 27. Etage (Mirage)
- 1964: Der erstaunliche Mr. Limpet (The Incredible Mr. Limpet)
- 1965: Cincinnati Kid (The Cincinnati Kid)
- 1967: Thomas Crown ist nicht zu fassen (The Thomas Crown Affair)
- 1967: Warte, bis es dunkel ist (Wait Until Dark)
- 1968: Ein Frosch in Manhattan (The April Fools)
- 1969: Die Kaktusblüte (Cactus Flower)
- 1970: Keiner killt so schlecht wie ich (A New Leaf)
- 1971: Auf leisen Sohlen kommt der Tod (Fuzz)
- 1973: Marco
- 1975: Mein Name ist Gator (Gator)
- 1976: Der Mörder lauert in der Sauna (The Ritz)
- 1979: Explosion in Cuba (Cuba)
- 1980: Supersound und flotte Sprüche (Can't Stop the Music)
- 1981: Vier Jahreszeiten (The Four Seasons)
- 1982: Höllenjagd bis ans Ende der Welt (High Road to China)
- 1986: Das Pechvogel-Quartett (The Longshot)
- 1987: Ishtar
- 1987: Dirty Dancing
- 1988: Nummer 5 gibt nicht auf (Short Circuit 2)